# قوة دفاع الحياة البرية الأفريقية
قوة دفاع الحياة البرية الأفريقية (بالأفريقية Afrika Wildsweermag), (بالفرنسية Force pour la défense de la faune sauvage Africaine), (بالبرتغالية Força de defesa da vida selvagem Africana),(بالسواحيلية Kikosi cha ulinzi ya wanyama pori barani Afrika),( 非洲野生動物防衛軍 بالصينية التقليدية),( 非洲野生动物防卫军 بالصينية المبسطة).
هي منظمة خاصة لحراس المتنزهات ومكافحة الصيد الجائر مقرها في دونغو في شمال شرق جمهورية الكونغو الديمقراطية. تستخدم قوات الدفاع الجوي تكتيكات العمل المباشر لحماية الحياة البرية والغابات المطيرة. تأسست المنظمة في عام 2012 من قبل جان كيالا-إنكيسي وهو عالم البستنة والغابات، و يُقترح كبديل لمنظمات حراس المتنزهات العادية التي تكافح الفساد وتسعى إلى القضاء على المستويات المتزايدة من العنف الذي يواجه الصيادين.

## تاريخها
تم تأسيسها في عام 2012 بعد أن سافر المؤسس جان كيالا-إنكيسي عبر أفريقيا وزار دور الأيتام ومزارع الألعاب الخاصة والمحميات والحدائق الوطنية في دول مثل جمهورية الكونغو الديمقراطية وكينيا وتنزانيا وجنوب إفريقيا وجنوب السودان. لقد شعر بخيبة أمل وذلك لأن لم يكن العالم الخارجي يفعل ما يكفي لمساعدة الحدائق في وسط أفريقيا، فبعد أن أجرى دراسات استقصائية أرضية على حدود جمهورية الكونغو الديمقراطية وجنوب السودان تم التعاقد معه في مزرعة خاصة في جنوب إفريقيا وقرر تدريب فريق من الحراس الكونغوليين.
بعد ذلك بعامين رأى الحاجة إلى فرقة عمل أكثر تخصصا، و اعتبارا من أبريل 2014 بدأت قوات دفاع الحياة البرية الأفريقية باختيار حراس مرشحين في جمهورية الكونغو الديمقراطية وجنوب السودان وكينيا وجنوب إفريقيا لتدريب حراس القوة المتقدمة والقوة الخاصة، و اقترب المؤسس جان كيالا-إنكيسي من جندي فرنسي سابق بهدف توفير نوع من التدريب الذي يتبع مبادئ القوات الخاصة وبعض دورات إدارة الحياة البرية.

## عن المنظمة
هي منظمة أفريقية خاصة غير ربحية يتم إنفاق 80 ٪ من إيرادات المنظمة على برامجها بينما يتم إنفاق 20 ٪ من الإيرادات على الإدارة وجمع الأموال. هي مدعومة بالتبرعات الخاصة والشركات والإعلان عبر الإنترنت والمنح، ويتم تشغيل المجموعة بواسطة كل من حراس مقابل الاجر والمتطوعين. تلتزم المنظمة بالبقاء صغيرة ومن خلال العمل مع عدد قليل من فرق العمل الخاصة بالعمليات فقط. يدير المنظمة مجلس إدارة بما في ذلك جان كيالا-إنكيسي ولدى المجلس عدة مستشارين يتناول كل منهم مجالا من مجالات الخبرة. يتألف مجلس الإدارة من عالم بيئي وعالم أنثروبولوجيا ومستشار لإنفاذ القانون ومستشار مالي وإداري، ويقدمون خدمات من مكافحة الصيد الجائر وإدارة الحياة البرية وإدارة الغابات واستشارات الحراجة الزراعية، بالإضافة إلى تدريب الحرس والتدريب ربع النهائي وخدمات الأمن الريفية المتخصصة.
المنظمة متاحة  لجميع المواطنين الأفارقة باستثناء الأشخاص من البلدان الواقعة شمال الساحل. إنهم يرفضون المغتربين الأفارقة من خارج إفريقيا للقيام بوظائف الحراس وذلك من أجل جذب المرشحين المتطرفين. بشكل عام لا يمكن للأجانب القادمين من خارج إفريقيا العمل إلا كمدرب أو عالم.

## تقاليد المنظمة
يرتدي حراس قوة دفاع الحياة البرية الأفريقية الشارة على الجانب الأيسر من القبعة؛ لتمييز أنفسهم عن منظمات حراس الحديقة العادية.

### ميثاق الشرف للوصي
- المادة 1 - الجارديان، أنت متطوع تخدم الحياة البرية الأفريقية بشرف وإخلاص.
- المادة 2 - كل حارس هو أخوك في السلاح مهما كانت جنسيته أو عرقه أو دينه. أنت تحافظ على تضامن ووحدة وثيقة مع الأعضاء كعائلة واحدة.
- المادة 3 - احترام التقاليد وتكريم رؤسائك والانضباط والرفاق؛ فهما مصدر قوتك والشجاعة والولاء هما فضائلك.
- المادة 4 - كن فخوراً بمكانتك كوصي، و فخور بملابسك الأنيقة ، وذا سلوك متواضع، ومسؤول عن الحفاظ على نظافة الثكنات العسكرية.
- المادة 5 - حارس النخبة؛ أنت تتدرب بصرامة، وتحافظ على سلاحك باعتباره أغلى ما لديك، وتحافظ على مستوى جيد من اللياقة البدنية.
- المادة 6 - المهمة مقدسة؛ ستحملها حتى النهاية، وإذا لزم الأمر حتى أن تخاطر بحياتك.
- المادة 7 - تتصرف في القتال دون عاطفة أو كراهية ، وتحترم العدو المهزوم ولن تتخلى عن موتك ولا عن جرحك أو أسلحتك.

## مجال عمل المنظمة
بصفتها متعهداً لخدماتِ حارس خاص فإنها تركز قوة دفاع الحياة البرية الأفريقية على الحفاظ على الحياة البرية والحفاظ على الغابات المطيرة. تتمتع هذه القوة بالخبرة للتدخل ايضاً في غابات المانغروف و البحيرات والممرات المائية ولكن لا عمل لهم في البحر. مجال عملهم الرئيسي هو وسط إفريقيا في المنتزهات الواقعة في المنطقة الحدودية لجمهورية الكونغو الديمقراطية وجنوب السودان وأوغندا وجمهورية إفريقيا الوسطى، و يعود هذا بسبب الجماعات المتمردة المختلفة التي تغزو الحدائق في هذه المنطقة. تريد قوة الدفاع الحياة البرية بزيادة وجودها في إفريقيا من خلال إرسال حراس إلى مواقع في تشاد والكاميرون وكينيا وتنزانيا وناميبيا وجنوب إفريقيا. عند إنشائها سُجل أن المتنزهات في وسط أفريقيا وشرقها وجنوبها قد أعطيت الأولوية للتدخل فلا ترسل قوة الدفاع حراسًا إلى شمال إفريقيا أو في غرب إفريقيا ولكن ترسل هذه القوة حراسًا فقط إلى مالي ونيجيريا. لا تقبل المنظمة أياً من  المقترحات غير المرغوب بها.

## الإدارات

### اتفاقية الاتجار الأفريقي بأنواع الحيوانات البرية المهددة بالانقراض
تم تشكيل مجموعة العمل احتجاجًا على ما يسميه قوة دفاع الحياة البرية الأفريقية السياسات الكارثية لاتفاقية الاتجار الأفريقي بأنواع الحيوانات البرية المهددة بالانقراض. تعمل المجموعة على إنفاذ قانون الحياة البرية وتعزيز تربية الماشية غير التقليدية مثل تربية الحشرات ومزارع التماسيح وزراعة الألعاب. كما يقومون بفحص إيجابيات وسلبيات تربية قرن وحيد القرن.

### الحراس
- الحراس. يتم تدريب الحراس على دورات التدريب العسكري الأساسي وإدارة الحياة البرية. يقوم الحراس بدوريات أيضًا مع كلب حراسة ويمكن أن يتخصص الحراس في وحدة الكلاب البوليسية.
- حراس القوة المتقدمون. هي قوة حراسة من النخبة في قوة دفاع الحياة البرية الأفريقية وتتكون من وحدات المظلات. إنها وحدة دعم واستطلاع ويتألف التدريب من 15 أسبوعا من التحمل البدني والنفسي. بالإضافة إلى التكييف المادي تتعلم القوات المتقدمة القتال اليدوي وتقنيات البقاء على قيد الحياة والتكتيكات العسكرية وقراءة الخرائط والبث الإذاعي، و تليها دورة إدارة الحياة البرية لمدة 4 أسابيع ودورة التقاط الحياة البرية والطفرة إلى حراس القوة الخاصة ممكنة بعد خمس سنوات من تجربة حراس القوة المتقدمون .
- حراس القوة الخاصة او قوات الأمن الخاصة. هي وحدة من القوات الخاصة في قوة دفاع الحياة البرية الافريقية يتم اختيار أعضاء القوات الخاصة من وحدات القوات المتقدمة في قوة دفاع الحياة البرية الأفريقية. بعد الدورة الرئيسية للقوات المتقدمة سيقوم مشغل القوات الخاصة بتدريب ثلاثة تخصصات وهي السقوط الحر من المرتفعات العالية ومهارات القتال تحت الماء والعمل في التضاريس الجبلية. كما يتعين عليهم جميعًا اختيار تخصص الفريق: الاتصالات ، والمتفجرات، والتسليح ، والتدريب الطبي أو القناص، و في المواقف الحقيقية يتعين على حراس القوة الخاصة القيام بمهام استطلاع ومراقبة في مجموعات صغيرة في عمق أراضي العدو أو القيام بأعمال هجومية صغيرة لاعتقال الناس أو تخريب أو حجز المواد. كما يتم تدريبهم على اكتساب معلومات استخباراتية متنكرين في زي مدني.
- مجموعة الحراس التابعة للعمليات الخاصة. هي وحدة قوات خاصة في قوة دفاع الحياة البرية الأفريقية، و يأتي أعضاء العمليات الخاصة التابعة للحرس من مجموعات النخبة المختلفة حول العالم ومعظمهم من قدامى المحاربين الأمريكيين الذين يعملون في - برو بونو- على أساس قصير أو طويل الأجل.

#### الأسلحة
- من طراز ريمنجتون 700
- يفكر فريق العمل لقوة دفاع الحياة البرية الأفريقية  في استبدال بندقية AK-47 ببنادق M16 و بندقية

FAL SA 58 mini OSW من أسلحة  DS Arms .
- جلوك 17

### الطيران
يعمل قوة دفاع الحياة البرية الأفريقية على إنشاء جناحه الجوي الخاص وهي تعمل مع شركات طيران صغيرة من مطار بانغي مبوكو الدولي و مطار غوما الدولي ومطار واو حيث تستأجر طائرات سيسنا 206.

### مشاتل الأشجار
يركز قوة دفاع الحياة البرية الأفريقية على الحفاظ على الغابات المطيرة من حوض الكونغو الذي يحتوي على 70٪ من الغطاء النباتي في إفريقيا. تشكل غابات الكونغو المطيرة في وسط إفريقيا جزءًا كبيرًا من التنوع البيولوجي في إفريقيا مع أكثر من 600 نوع من الأشجار و 10000 نوع من الحيوانات. قررت قوة دفاع الحياة البرية الأفريقية على بدء بمشتل النباتات البرية الصالحة للأكل (بالإنكليزية WEP) ، و منتجات الغابات غير الخشبية (بالإنكليزية NTFP) ، والخشب الاستوائي الصلب، و بدأ العلماء في جمع البذور وزراعة المواد لبدء الحضانة.
- النباتات البرية الصالحة للأكل (WEP بالإنكليزية ) ، والمنتجات الحرجية غير الخشبية (NTFP بالإنكليزية ). ترغب المنظمة في ضمان الأمن الغذائي من خلال تعزيز مشاريع إعادة تحريج الغابات الزراعية والغذائية في وسط أفريقيا ومن ثم وضع قائمة تضم 300 نبات وأنواع الأشجار في الكونغو المؤهلة للتكاثر.
- الخشب الصلب الاستوائي (Tropical Hardwood بالإنكليزية ).  بسبب جشع الصين (Anno 2014) لاستغلال الغابات وحقيقة أنه منذ عام 1960 نادرًا ما تمت إعادة زراعتها. كما أنشأ الصندوق قائمة تضم 150 نوعًا من الأشجار للتكاثر لتجنب الاغتراب وتدمير الغابات المطيرة.[1]

## الإجراءات

### الإضراب عن الطعام
في 13 أغسطس 2014 سافر المخرج جان كيالا إنكيسي إلى بوربانك في كاليفورنيا للقيام بإضراب عن الطعام. كان الهدف هو جذب انتباه وسائل الإعلام في هوليوود لقضيته ومحاولة الظهور في عرض إيلين. بعد إرسال 2500 رسالة بريد إلكتروني وأكثر من 350 رسالة إلى المشاهير دون تلقي أي رد فقد قرر التحدث مع عمال المنظمة الدولية للمدافعين عن الحيوان ( بالإنكليزية   Animal Defenders International) في لوس أنجلوس. كما تمت دعوته من قبل حارس حديقة حيوان وحيد القرن، وحارس مكافحة الصيد الجائر مايك دانيلز لزيارة حديقة حيوان سان دييغو سفاري بارك وإلقاء نظرة خلف الكواليس، و بدعوة من مات روسيل مدير حملات المنظمة (ADI) أقيم عشاء مع الممثلة والناشطة الحيوانية جورج أومانو. في وقت لاحق التقى أيضًا بالممثل والمحرر مون هاي هانسون؛ نظرًا لأنه بالكاد لوحظ على أنه يحمل حقائب ظهر بين مئات المشردين في لوس أنجلوس ولأن وسائل الإعلام لم تكن مهتمة بالاستماع إلى قصته فقد قرر العودة في 27 سبتمبر 2014.

## البعثات

### الأشخاص المطلوبين

#### البحث عن جوزيف كوني
منذ عام 2012 تم نشر فريق من الحراس بالقرب من حدود محمية بنجانجاي للألعاب ، ومحمية بير كباتوس للألعاب ، ومحمية مباريزونجا للألعاب في الدولة المجاورة جنوب السودان للبحث عن جيش الرب للمقاومة التابع الى جوزيف كوني. كانت المكافأة التي تصل إلى 5 ملايين دولار التي قدمتها وزارة الخارجية الأمريكية للحصول على معلومات أدت إلى اعتقال أو إدانة قادة جيش الرب للمقاومة جوزيف كوني، و أوكوت أوديامبو، ودومينيك أونجوين هي الدافع لبدء هذه المهمة لكن لم يتم العثور على أمير الحرب الأوغندي. يقوم الحراس بحماية المحميات الطبيعية في المنطقة ودعم الجهود المبذولة لحماية المدنيين.

## المشاريع
- مشروع نوتر كول للحراجة الزراعية

## الشراكات

### تشكيل منظمة التضامن المسيحي الدولية
أعلنت  المنظمة رسميًا عن شراكتها مع منظمة التضامن المسيحي الدولية في 23 مارس 2015 التي تتخذ من فرنسا مقرا لها لإنشاء وحدات علمية في مكافحة الصيد الجائر. سيصبح تشكيل هذه الوحدات الخاصة على المدى الطويل طريقة جديدة للتحقيق والإرباك بين الصيادين في منطقة وسط أفريقيا.

## روابط خارجية
- Official website